# Liste der Fahnenträger der sambischen Mannschaften bei Olympischen Spielen
Die Liste der Fahnenträger der sambischen Mannschaften bei Olympischen Spielen listet chronologisch alle Fahnenträger sambischer Mannschaften bei den Eröffnungs- (EF) und Abschlussfeiern (AF) Olympischer Spiele auf.

## Liste der Fahnenträger
| Mannschaft             | Veranstaltung | Fahnenträger (EF)  | Fahnenträger (AF) |
| ---------------------- | ------------- | ------------------ | ----------------- |
| 1964 in Tokio          | Sommerspiele  | Trevor Haynes      | Trevor Haynes     |
| 1968 in Mexiko-Stadt   | Sommerspiele  |                    |                   |
| 1972 in München        | Sommerspiele  |                    |                   |
| 1980 in Moskau         | Sommerspiele  |                    |                   |
| 1984 in Los Angeles    | Sommerspiele  | Davison Lishebo    |                   |
| 1988 in Seoul          | Sommerspiele  | Samuel Chomba      |                   |
| 1992 in Barcelona      | Sommerspiele  | Ngozi Mwanamwambwa |                   |
| 1996 in Atlanta        | Sommerspiele  | Davis Mwale        |                   |
| 2000 in Sydney         | Sommerspiele  | Samuel Matete      |                   |
| 2004 in Athen          | Sommerspiele  | Davis Mwale        | Prince Mumba      |
| 2008 in Peking         | Sommerspiele  | Hastings Bwalya    | Racheal Nachula   |
| 2012 in London         | Sommerspiele  | Prince Mumba       | Prince Mumba      |
| 2016 in Rio de Janeiro | Sommerspiele  | Mathews Punza      | Gerald Phiri      |
| 2020 in Tokio          | Sommerspiele  | Tilka Paljk        | Sydney Siame      |
| 2020 in Tokio          | Sommerspiele  | Everisto Mulenga   | Sydney Siame      |
| 2024 in Paris          | Sommerspiele  | Margret Tembo      | Muzala Samukonga  |
| 2024 in Paris          | Sommerspiele  | Muzala Samukonga   | Muzala Samukonga  |

Anmerkung: (EF) = Eröffnungsfeier, (AF) = Abschlussfeier

## Statistik
| Rang    | Sportart       | EF | AF | ∑  |
| ------- | -------------- | -- | -- | -- |
| 1       | Leichtathletik | 6  | 7  | 13 |
| 2       | Boxen          | 5  | 0  | 5  |
| 3       | Fußball        | 1  | 0  | 1  |
| 3       | Judo           | 1  | 0  | 1  |
| 3       | Schwimmen      | 1  | 0  | 1  |
| Gesamt: | Gesamt:        | 14 | 7  | 21 |

| Rang                   | Sportart | EF | AF | ∑ |
| ---------------------- | -------- | -- | -- | - |
| bisher keine Teilnahme |          |    |    |   |
| Gesamt:                | Gesamt:  | 0  | 0  | 0 |

| Rang    | Sportart       | EF | AF | ∑  |
| ------- | -------------- | -- | -- | -- |
| 1       | Leichtathletik | 6  | 7  | 13 |
| 2       | Boxen          | 5  | 0  | 5  |
| 3       | Fußball        | 1  | 0  | 1  |
| 3       | Judo           | 1  | 0  | 1  |
| 3       | Schwimmen      | 1  | 0  | 1  |
| Gesamt: | Gesamt:        | 14 | 7  | 21 |